# سیارک ۳۲۱۱
سیارک ۳۲۱۱ (به انگلیسی: 3211 Louispharailda، نامگذاری:1931CE) سه هزار و دویست و یازدهمین سیارک کشف شده‌است که در ۱۰ فوریه ۱۹۳۱ کشف شد.
قدر مطلق سیارک برابر ۱۲٫۸۰ است.